# Stan Okoye
Pour les articles homonymes, voir Okoye.
Stan Okoye, né le 10 avril 1991, à Raleigh en Caroline du Nord, est un joueur américano-nigérian de basket-ball. Il évolue au poste d'ailier.

## Biographie
En juillet 2021, Okoye retourne au club de Saragosse, en première division espagnole (Liga ACB).
En juillet 2022, Okoye s'engage pour une saison avec la SIG Strasbourg en première division française. En décembre, il rejoint le Scafati Basket, en première division italienne.

## Palmarès
- Champion d'Afrique 2015